# Literatura neoclàssica
La literatura neoclàssica o il·lustrada és un moviment de la literatura del segle XVIII que segueix les convencions del neoclassicisme, és a dir reprèn els models grecs i llatins i intenta fer un art dominat per la raó, la mesura i l'harmonia. Per l'auge de la il·lustració com a moviment intel·lectual, pren força l'assaig com a gènere literari, ja que es veu la literatura com el vehicle òptim per transmetre idees. Hi abunden les reflexions morals i polítiques, així com l'afany divulgatiu.
Els autors més destacats del període són:
- Jonathan Swift
- Jean-Jacques Rousseau
- Daniel Defoe
- Montesquieu
- Benito Jerónimo Feijoo
- Leandro Fernández de Moratín

A finals del segle xviii sorgeix el preromanticisme, com a reacció contra la mesura neoclàssica, amb noms com el de Goethe i el moviment del Sturm un Drang alemany.